# فرودگاه هانی ایکرس
فرودگاه هانی ایکرس (به انگلیسی: Honey Acres Airport) یک فرودگاه همگانی است که یک باند فرود چمن دارد و طول باند آن ۱۱۵۸ متر است. این فرودگاه در کشور ایالات متحده آمریکا قرار دارد و در ارتفاع ۲۵۰ متری از سطح دریا واقع شده‌است.